# بالکان موتور
بالکان موتور (انگلیسی: Balkan Motor) شرکت موتورسیکلت‌سازی بلغارستانی است، که در سال ۱۹۵۷ تأسیس شد.